# Parafia św. Rafała Kalinowskiego w Pile
Parafia pw. Świętego Rafała Kalinowskiego w Pile - parafia należąca do dekanatu Piła, diecezji koszalińsko-kołobrzeskiej, metropolii szczecińsko-kamieńskiej. Została utworzona w 10 sierpnia 1993. Obsługiwana przez księży diecezjalnych. Siedziba parafii mieści się przy Rynku Koszyckim 1 (poprzednio przy Alei Niepodległości).

## Miejsca święte

### Kościół parafialny
Kościół pw. Świętego Rafała Kalinowskiego w Pile
Kościół parafialny w budowie od 2006 r.

### Kościoły filialne i kaplice
- Kaplica (stara) w Pile[1] przy Alei Niepodległości 148[2].
- Kaplica pw. św. Rafała Kalinowskiego (nowa) w Pile[1]